# 레프 콘체비치
레프 라파일로비치 콘체비치(러시아어: Лев Рафаи́лович Конце́вич, 1930년 9월 3일 ~ )는 러시아의 한국어학자이다. 필즈상을 수상한 러시아의 유명한 수학자 막심 콘체비치의 부친이며, 2012년에 대한민국 문화체육관광부로부터 은관문화훈장을 수여받았다.

## 생애
레프 콘체비치는 1930년 9월 3일 소비에트 연방 탐보프에서 라파일 스타니슬라보비치 콘체비치와 소피야 니콜라예브나 포포바의 아들로 태어났으며, 모스크바동방학대학을 졸업하고 소련 과학 아카데미 동양학연구소(현재의 러시아 과학 아카데미 동양학연구소)에서 학위를 받은 후 연구원으로 일했다. 레프 콘체비치는 러시아 최고의 한국어학 권위자이며, 수많은 한국어 관련 논문을 저술했다. 1973년 훈민정음을 세계 최초로 러시아어로 번역하였으며, 한국어를 키릴 문자로 표기하는 방법인 콘체비치 체계를 고안하였다. 콘체비치 체계는 러시아, 벨라루스, 우크라이나, 카자흐스탄에서 한국어를 키릴 문자로 표기하는데 사용되고 있다. 1991년부터 1995년까지는 대한민국에서 방문 교수로 재직했다. 대한민국 문화체육관광부는 그의 공로를 인정하여 2012년 한글날에 은관문화훈장을 수여하였다.

## 저서
- 《훈민정음(訓民正音)》, GRVL 출판사, 1979년
- 《한국지명의 러시아어 표기 지침서》, 소련 정부 산하 측지 및 지도 제작 본부, 1972년
- 《한국지명사전》(G. E. 티호노바, Y. A. 미로폴스키 공저), 소련 정부 산하 측지 및 지도 제작 본부, 1973년
- 《한국학논총(韓國學論總)》, 무라베이 가이드 출판사, 2001년
- 《훈민정음(訓民正音)의 세계》, 러시아학술원 동방학연구소, 모스크바 삼일문화원, 2013년
- 《대한민국지명사전》(오동건 편집, 송지훈 도안), 러시아학술원 동방학연구소, 모스크바 삼일문화원, 2016년[2]